# Bactris setulosa
Bactris setulosa es una especie de plantas de la familia Arecaceae.

## Descripción
Son árboles de mediana alzada (5-10 m de altura, 6-10 cm de diámetro) espinosos.

## Distribución
Se hallan en Colombia, Venezuela, Ecuador, Perú, Trinidad y Tobago,  Surinam.  Es una de las especies más grandes de Bactris y aparece a altitudes considerables.

## Taxonomía
Bactris setulosa  fue descrita por Gustav Karl Wilhelm Hermann Karsten y publicado en Linnaea 28: 408. 1856.
Etimología
Ver: Bactris
setulosa: epíteto latíno que significa "con pequeñas cerdas".
Sinonimia
- Bactris cuvaro  H.Karst.
- Bactris cuesa Crueg. ex Griseb.
- Bactris falcata J.R.Johnst.
- Bactris sworderiana Becc.
- Bactris kalbreyeri Burret
- Bactris circularis L.H.Bailey
- Bactris bergantina Steyerm.[5]